# Concours Complet International
Concours Complet International (CCI) och Concours International Combiné (CIC) är de internationella graderingssystemen för fälttävlan som upprätthålls av sportens internationella förbund Fédération Équestre Internationale. Den ursprungliga skillnaden mellan de två formaten var terrängprovets utformning, CCI hade fyra faser i terrängprovet (A, B, C och D) där de tre första var uthållighets prov inför den avslutande terränghinderbanan, medan CIC endast hade terränghinderbanan i fas D. Efter att fälttävlan gick över till ett nytt och kortare format där faserna A, B och C ströks så förlängdes terränghinderbanan för CCI jämfört med CIC.

## Concours Complet International
- CCI****: Är den högsta svårighetsnivån inom fälttävlan. Terrängbanan är mellan 6270 och 6840 meter lång med maximalt 45 språng, den rids i ett medeltempo på 570 m/min. Hoppningen avgörs 1,30 metersnivå med maximalt 13 hinder och 16 språng. Tävlingarna i de olympiska spelen och under Ryttar-VM avgörs på denna nivå. Endast sex fyrstjärniga tävlingar hålls årligen: Badminton Horse Trials (Storbritannien), Burghley Horse Trials (Storbritannien), Rolex Kentucky Three Day (USA), Australian International Three Day Event (Australien), Luhmühlen Horse Trials (Tyskland), och Étoiles de Pau (Frankrike).

- CCI***: Terrängbanan är mellan 5700 och 6270 meter lång med maximalt 40 språng, den rids i ett medeltempo på 570 m/min. Hoppningen avgörs 1,25 metersnivå med maximalt 12 hinder och 15 språng.
- CCI**: Terrängbanan är mellan 4400 och 5500 meter lång med maximalt 35 språng, den rids i ett medeltempo på 550 m/min. Hoppningen avgörs 1,20 metersnivå med maximalt 11 hinder och 14 språng.
- CCI*: Terrängbanan är mellan 3640 och 4680 meter lång med maximalt 30 språng, den rids i ett medeltempo på 520 m/min. Hoppningen avgörs 1,15 metersnivå med maximalt 11 hinder och 13 språng.

## Concours International Combiné
- CIC***: Terrängbanan är mellan 3420 och 3990 meter lång med maximalt 35 språng, den rids i ett medeltempo på 570 m/min. Hoppningen avgörs 1,25 metersnivå med maximalt 12 hinder och 15 språng.
- CIC**: Terrängbanan är mellan 3025 och 3575 meter lång med maximalt 32 språng, den rids i ett medeltempo på 550 m/min. Hoppningen avgörs 1,20 metersnivå med maximalt 11 hinder och 14 språng.
- CIC*: Terrängbanan är mellan 2600 och 3120 meter lång med maximalt 30 språng, den rids i ett medeltempo på 520 m/min. Hoppningen avgörs 1,15 metersnivå med maximalt 11 hinder och 13 språng.